# 向阳区 (鹤岗市)
向阳区是黑龙江省鹤岗市下辖的一个市辖区。位于市区北中部。是市政府、矿务局机关的驻地。向阳区，原名“老街基”。该区也是中国大陆最小的市辖区。區人民政府駐光明街道。

## 行政区划
下辖5个街道：
北山街道、红军街道、光明街道、胜利街道和南翼街道。

## 人口
根據第七次人口普查數據，截至2020年11月1日零時，向陽區常住人口為72867人。